# Diócesis de Požega
La diócesis de Požega (en latín: Dioecesis Posegana y en croata: Požeška biskupija) es una circunscripción eclesiástica latina de la Iglesia católica en Croacia, sufragánea de la arquidiócesis de Đakovo-Osijek. La diócesis tiene al obispo Ivo Martinović, T.O.R. como su ordinario desde el 11 de marzo de 2024. 

## Territorio y organización
La diócesis tiene 6931 km² y extiende su jurisdicción sobre los fieles católicos de rito latino residentes en los decanatos de Požega, Virovitica, Našice, Nova Kapela, Nova Gradiška y Pakrac y las parroquias de Jasenovac, Krapje y Lonja.
La sede de la diócesis se encuentra en Požega, en donde se halla la Catedral de Santa Teresa de Ávila.
En 2019 en la diócesis existían 93 parroquias.

## Historia
La diócesis fue erigida el 5 de julio de 1997 con la bula Praeclarum evangelizationis del papa Juan Pablo II, obteniendo el territorio de la arquidiócesis de Zagreb, de la que originalmente era sufragánea.
El 1 de abril de 1998, con la carta apostólica Christianae virtutis, el papa Juan Pablo II confirmó al diácono y mártir Lorenzo, como santo patrón de la diócesis.
El 18 de junio de 2008 pasó a formar parte de la provincia eclesiástica de la arquidiócesis de Đakovo-Osijek.

## Estadísticas
De acuerdo con el Anuario Pontificio 2022 la diócesis tenía a fines de 2021 un total de 247 298 fieles bautizados.
| Año                                                                             | Población            | Población | Población      | Sacerdotes | Sacerdotes    | Sacerdotes    | Bautizados por sacerdote | Diáconos permanentes | Religiosos | Religiosos | Parroquias |
| Año                                                                             | Bautizados católicos | Total     | % de católicos | Total      | Clero secular | Clero regular | Bautizados por sacerdote | Diáconos permanentes | Varones    | Mujeres    | Parroquias |
| ------------------------------------------------------------------------------- | -------------------- | --------- | -------------- | ---------- | ------------- | ------------- | ------------------------ | -------------------- | ---------- | ---------- | ---------- |
| 1999                                                                            | 283 343              | 314 780   | 90.0           | 111        | 81            | 30            | 2552                     |                      | 31         | 94         | 85         |
| 2000                                                                            | 285 128              | 318 251   | 89.6           | 109        | 78            | 31            | 2615                     |                      | 32         | 100        | 96         |
| 2001                                                                            | 284 990              | 318 092   | 89.6           | 113        | 82            | 31            | 2522                     |                      | 32         | 102        | 96         |
| 2002                                                                            | 286 581              | 318 072   | 90.1           | 109        | 81            | 28            | 2629                     | 1                    | 30         | 106        | 96         |
| 2003                                                                            | 286 914              | 318 749   | 90.0           | 118        | 85            | 33            | 2431                     | 1                    | 35         | 103        | 97         |
| 2004                                                                            | 286 796              | 318 678   | 90.0           | 116        | 85            | 31            | 2472                     | 1                    | 33         | 105        | 105        |
| 2013                                                                            | 254 937              | 286 285   | 89.1           | 120        | 92            | 28            | 2124                     | 2                    | 30         | 80         | 93         |
| 2016                                                                            | 253 058              | 278 277   | 90.9           | 124        | 100           | 24            | 2040                     | 2                    | 46         | 73         | 93         |
| 2019                                                                            | 250 029              | 273 321   | 91.5           | 122        | 100           | 22            | 2049                     | 2                    | 26         | 69         | 93         |
| 2021                                                                            | 247 298              | 267 763   | 92.4           | 119        | 99            | 20            | 2078                     | 2                    | 25         | 57         | 93         |
| Fuente: Catholic-Hierarchy, que a su vez toma los datos del Anuario Pontificio. |                      |           |                |            |               |               |                          |                      |            |            |            |

## Episcopologio
- Antun Škvorčević, (5 de julio de 1997-11 de marzo de 2024).
- Ivo Martinović, T.O.R., desde el 11 de marzo de 2024.